# Carl Zeiss Meditec
Pour les articles homonymes, voir Carl Zeiss (homonymie).
Carl Zeiss Meditec est une entreprise allemande qui fait partie de l'indice TecDAX.

## Historique
La société Carl Zeiss Meditec naît en 2002 de la fusion de la division ophtalmologie de Carl Zeiss avec la société Asclepion-Meditec AG.

## Activités
Carl Zeiss Meditec équipe le chirurgien de moyens de visualisation, tant au bloc opératoire qu'en cabinet pour la chirurgie oculaire, la neurochirurgie, la chirurgie rachidienne, la chirurgie plastique et réparatrice, la chirurgie ORL, les soins dentaires et la gynécologie :
- microscopes d'examen et d'opération ;
- loupes médicales ;
- radiothérapie peropératoire ;
- systèmes de visualisation numériques pour les affections rétiniennes, la cataracte, le glaucome et les anomalies de la réfraction ;
- laser femto-seconde.

La société commercialise également des cristallins artificiels (intraocular lens, ou IOL) servant à équiper les personnes opérées de la cataracte.

## Principaux actionnaires
Au 18 décembre 2019:
| Carl-Zeiss-Stiftung                | 59,1% |
| Invesco Advisers                   | 3,57% |
| New Jersey Division of Investment  | 2,24% |
| Capital Research & Management G.I. | 1,76% |
| Groupama Asset Management          | 1,46% |
| Oddo BHF Asset Management          | 1,31% |
| Norges Bank Investment Management  | 1,26% |
| The Vanguard Group                 | 1,25% |
| FIL Investment Advisors            | 1,23% |
| Danske Bank I.M.                   | 1,18% |